# Comuni della Comunità di Madrid

La Comunità di Madrid in Spagna

I comuni della Comunità di Madrid sono pari a 179.

## Lista
| Comune                                       | Popolazione (2015) |
| -------------------------------------------- | ------------------ |
| Ajalvir                                      | 4 343              |
| Alameda del Valle                            | 217                |
| Alcalá de Henares                            | 198 750            |
| Alcobendas                                   | 113 055            |
| Alcorcón                                     | 167 136            |
| Aldea del Fresno                             | 2 535              |
| Algete                                       | 20 148             |
| Alpedrete                                    | 14 248             |
| Ambite                                       | 618                |
| Anchuelo                                     | 1 200              |
| Aranjuez                                     | 58 168             |
| Arganda del Rey                              | 54 533             |
| Arroyomolinos                                | 26 846             |
| Batres                                       | 1 568              |
| Becerril de la Sierra                        | 5 396              |
| Belmonte de Tajo                             | 1 625              |
| Berzosa del Lozoya                           | 202                |
| Boadilla del Monte                           | 48 775             |
| Braojos de la Sierra                         | 203                |
| Brea de Tajo                                 | 560                |
| Brunete                                      | 10 398             |
| Buitrago del Lozoya                          | 1 865              |
| Bustarviejo                                  | 2 367              |
| Cabanillas de la Sierra                      | 733                |
| Cadalso de los Vidrios                       | 2 767              |
| Camarma de Esteruelas                        | 7 134              |
| Campo Real                                   | 5 854              |
| Canencia                                     | 464                |
| Carabaña                                     | 2 017              |
| Casarrubuelos                                | 3 548              |
| Cenicientos                                  | 2 035              |
| Cercedilla                                   | 6 781              |
| Cervera de Buitrago                          | 164                |
| Chapinería                                   | 2 158              |
| Chinchón                                     | 5 436              |
| Ciempozuelos                                 | 23 696             |
| Cobeña                                       | 6 983              |
| Collado Mediano                              | 6 599              |
| Collado Villalba                             | 62 056             |
| Colmenar de Oreja                            | 8 071              |
| Colmenar del Arroyo                          | 1 611              |
| Colmenar Viejo                               | 47 601             |
| Colmenarejo                                  | 8 934              |
| Corpa                                        | 669                |
| Coslada                                      | 86 919             |
| Cubas de la Sagra                            | 5 875              |
| Daganzo de Arriba                            | 9 919              |
| El Álamo                                     | 8 965              |
| El Atazar                                    | 96                 |
| El Berrueco                                  | 618                |
| El Boalo                                     | 7 157              |
| El Escorial                                  | 15 342             |
| El Molar                                     | 8 036              |
| El Vellón                                    | 1 803              |
| Estremera                                    | 1 350              |
| Fresnedillas de la Oliva                     | 1 554              |
| Fresno de Torote                             | 2 041              |
| Fuenlabrada                                  | 195 180            |
| Fuente el Saz de Jarama                      | 6 440              |
| Fuentidueña de Tajo                          | 1 954              |
| Galapagar                                    | 32 294             |
| Garganta de los Montes                       | 367                |
| Gargantilla del Lozoya y Pinilla de Buitrago | 351                |
| Gascones                                     | 176                |
| Getafe                                       | 174 921            |
| Griñón                                       | 9 918              |
| Guadalix de la Sierra                        | 6 039              |
| Guadarrama                                   | 15 538             |
| Horcajo de la Sierra-Aoslos                  | 159                |
| Horcajuelo de la Sierra                      | 88                 |
| Hoyo de Manzanares                           | 7 880              |
| Humanes de Madrid                            | 19 413             |
| La Acebeda                                   | 65                 |
| La Cabrera                                   | 2 574              |
| La Hiruela                                   | 54                 |
| La Serna del Monte                           | 86                 |
| Las Rozas de Madrid                          | 93 520             |
| Leganés                                      | 186 907            |
| Loeches                                      | 8 212              |
| Los Molinos                                  | 4 349              |
| Los Santos de la Humosa                      | 2 389              |
| Lozoya                                       | 594                |
| Lozoyuela-Navas-Sieteiglesias                | 1 203              |
| Madarcos                                     | 45                 |
| Madrid                                       | 3 141 991          |
| Majadahonda                                  | 70 800             |
| Manzanares el Real                           | 8 309              |
| Meco                                         | 13 269             |
| Mejorada del Campo                           | 22 902             |
| Miraflores de la Sierra                      | 5 807              |
| Montejo de la Sierra                         | 374                |
| Moraleja de Enmedio                          | 5 046              |
| Moralzarzal                                  | 12 213             |
| Morata de Tajuña                             | 7 453              |
| Móstoles                                     | 206 263            |
| Navacerrada                                  | 2 855              |
| Navalafuente                                 | 1 201              |
| Navalagamella                                | 2 462              |
| Navalcarnero                                 | 26 672             |
| Navarredonda y San Mamés                     | 136                |
| Navas del Rey                                | 2 628              |
| Nuevo Baztán                                 | 6 098              |
| Olmeda de las Fuentes                        | 338                |
| Orusco de Tajuña                             | 1 260              |
| Paracuellos de Jarama                        | 22 293             |
| Parla                                        | 125 056            |
| Patones                                      | 524                |
| Pedrezuela                                   | 5 271              |
| Pelayos de la Presa                          | 2 455              |
| Perales de Tajuña                            | 2 871              |
| Pezuela de las Torres                        | 783                |
| Pinilla del Valle                            | 200                |
| Pinto                                        | 48 660             |
| Piñuécar-Gandullas                           | 175                |
| Pozuelo de Alarcón                           | 84 558             |
| Pozuelo del Rey                              | 1 071              |
| Prádena del Rincón                           | 122                |
| Puebla de la Sierra                          | 73                 |
| Puentes Viejas                               | 644                |
| Quijorna                                     | 3 196              |
| Rascafría                                    | 1 739              |
| Redueña                                      | 259                |
| Ribatejada                                   | 707                |
| Rivas-Vaciamadrid                            | 81 473             |
| Robledillo de la Jara                        | 100                |
| Robledo de Chavela                           | 3 955              |
| Robregordo                                   | 48                 |
| Rozas de Puerto Real                         | 523                |
| San Agustín del Guadalix                     | 12 982             |
| San Fernando de Henares                      | 40 188             |
| San Lorenzo de El Escorial                   | 18 191             |
| San Martín de la Vega                        | 18 835             |
| San Martín de Valdeiglesias                  | 8 463              |
| San Sebastián de los Reyes                   | 84 944             |
| Santa María de la Alameda                    | 1 199              |
| Santorcaz                                    | 849                |
| Serranillos del Valle                        | 3 994              |
| Sevilla la Nueva                             | 8 902              |
| Somosierra                                   | 73                 |
| Soto del Real                                | 8 456              |
| Talamanca de Jarama                          | 3 371              |
| Tielmes                                      | 2 585              |
| Titulcia                                     | 1 234              |
| Torrejón de Ardoz                            | 126 934            |
| Torrejón de la Calzada                       | 7 901              |
| Torrejón de Velasco                          | 4 224              |
| Torrelaguna                                  | 4 788              |
| Torrelodones                                 | 23 117             |
| Torremocha de Jarama                         | 948                |
| Torres de la Alameda                         | 7 877              |
| Tres Cantos                                  | 43 309             |
| Valdaracete                                  | 639                |
| Valdeavero                                   | 1 451              |
| Valdelaguna                                  | 837                |
| Valdemanco                                   | 922                |
| Valdemaqueda                                 | 786                |
| Valdemorillo                                 | 12 173             |
| Valdemoro                                    | 72 854             |
| Valdeolmos-Alalpardo                         | 3 785              |
| Valdepiélagos                                | 566                |
| Valdetorres de Jarama                        | 4 234              |
| Valdilecha                                   | 2 838              |
| Valverde de Alcalá                           | 441                |
| Velilla de San Antonio                       | 12 382             |
| Venturada                                    | 1 991              |
| Villa del Prado                              | 6 414              |
| Villaconejos                                 | 3 405              |
| Villalbilla                                  | 12 351             |
| Villamanrique de Tajo                        | 720                |
| Villamanta                                   | 2 525              |
| Villamantilla                                | 1 292              |
| Villanueva de la Cañada                      | 19 250             |
| Villanueva de Perales                        | 1 441              |
| Villanueva del Pardillo                      | 16 797             |
| Villar del Olmo                              | 2 058              |
| Villarejo de Salvanés                        | 7 288              |
| Villaviciosa de Odón                         | 27 075             |
| Villavieja del Lozoya                        | 280                |
| Zarzalejo                                    | 1 546              |